# La Déchirure (Henry Bauchau)
Pour les articles homonymes, voir La Déchirure.
La Déchirure est un roman du belge Henry Bauchau édité en 1966.

## Analyse
Premier roman abouti, il est rendu possible grâce à la cure analytique qui devient son propre objet. La Déchirure trouve son origine dans un « petit cahier de toile grise » dans lequel il consigne des souvenirs d’enfance et qu’il apporte à Blanche Reverchon-Jouve (seconde femme du poète Pierre Jean Jouve), sa première psychanalyste dans les années 1947-1950. 
Ce roman s’inscrit dans le deuil. Il raconte sous forme fragmentaire l’agonie et la mort de la mère qui occasionnent le souvenir de scènes de l’enfance, mais elles-mêmes remémorées ou racontées dans le cadre de la cure analytique.